# (3655) Eupraksia
(3655) Eupraksia (1978 SA3) – planetoida z pasa głównego asteroid okrążająca Słońce w ciągu 8 lat w średniej odległości 4 au Odkryła ją Ludmiła Żurawlowa 26 września 1978 roku.